# Jean-Victor Poncelet
Jean-Victor Poncelet (n. 1 iulie 1788 - d. 22 decembrie 1867) a fost un matematician, inginer francez și director al celebrului institut de învățământ superior, École Polytechnique. 
Prin contribuțiile sale, a revigorat domeniul geometriei proiective, al cărui pionier a fost Gérard Desargues.
Printre contribuțiile sale notabile, putem menționa: aplicațiile în geometria proiectivă ale noțiunii de pol și polară, ale relației de conjugare armonică, studii asupra teoremei lui Feuerbach, asupra numerelor complexe sau despre principiul dualității în geometria proiectivă.

## Biografie
A studiat la École Polytechnique.
După obținerea diplomei, intră în corpul inginerilor militari.
A participat la războaiele lui Napoleon împotriva Imperiului Țarist din 1812.
Din nefericire, este capturat și ținut prizonier până în 1814.
Ca profesor, a predat mecanica la școala École d’Application din orașul natal, Metz.
În această perioadă, publică lucrarea Introduction à la mécanique industrielle, în care prezintă unele îmbunătățiri la turbina cu gaze și cea hidraulică. A introdus denumirea lucru mecanic pentru mărimea produs dintre forță și deplasare.
Mai târziu, activează ca profesor la Facultatea de Științe din cadrul prestigioasei Universități din Paris, unde rămâne până în 1850, când se retrage din activitate.
În acestă perioadă scrie Applications d'analyse et de géométrie, preconizată ca introducere la lucrarea sa anterioară, Traité des propriétés projectives des figures.
În onoarea lui Poncelet, în 1868 a fost instituit un premiu care îi poartă numele și care este acordat de către Academia Franceză de Științe celor care aduceau contribuții meritorii în matematica aplicată.
De asemenea, o unitate de măsură pentru putere, utilizată în Franța înaintea introducerii calului putere îi poartă numele.

## Contribuții

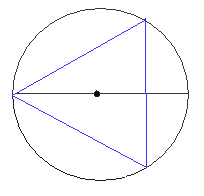
Construcţia unui triunghi echilateral conform teoremei Poncelet-Steiner

### Teorema Poncelet-Steiner
În 1822, Poncelet sugerează următoarea afirmație:
Toate construcțiile geometrice care se realizează doar cu rigla și compasul pot fi executate utilizând numai rigla, cu condiția să existe trasat un cerc și al cărui centru să fie cunoscut.
Matematicianul elvețian Jakob Steiner demonstrează această teoremă în 1833.

### Lucrări
- (1822) Traité des propriétés projectives des figures
- (1826) Cours de mécanique appliqué aux machines
- (1829) Introduction à la mécanique industrielle
- (1862/64) Applications d'analyse et de géométrie.